# Пекин — Тяньцзинь — Тангу (скоростная дорога)
Скоростная дорога Пекин — Тяньцзинь — Тангу (кит. упр. 京津塘高速公路, пиньинь Jīngjīntáng Gāosùgōnglù) — платная скоростная автодорога, соединяющая Пекин через центр Тяньцзиня с восточнотяньцзиньским районом Тангу. Дорога имеет 4 полосы (по 2 в каждом направлении), длина — 143 км. Плата за пользование дорогой в Пекине взимается начиная с Даянфана в районе Пятой кольцевой автодороги.
Маршрут: Пекин (Фэнчжунсы — Шибалидянь — Даянфан — Мацзюйцяо — Цайюй) — городской округ Ланфан провинции Хэбэй — Тяньцзинь (Янцунь — Центр Тяньцзиня — Тяньцзиньский аэропорт — район Тангу).

## История
Первый участок автомагистрали открылся 10 декабря 1987 года. На всём протяжении дорога была запущена в эксплуатацию 25 сентября 1993 года. На тот момент это была первая скоростная дорога, построенная по современным стандартам. С её строительством образовался транспортный коридор Пекин-Тяньцзинь, а путь от Пекина до Тяньцзиня стал занимать всего один час. Однако в связи с бурным ростом благосостояния китайцев в 1990-х годах, резким ростом числа автомобилей в частном пользовании, а также тем, что трасса стала активно использоваться для грузовых перевозок между Пекином и Тяньцзинем, она быстро оказалась забитой до отказа: если при строительстве планировалось, что по ней будет проходить 50 тысяч автомобилей в день, то в настоящее время ей ежедневно пользуется 130 тысяч машин. В сочетании с плохим обеспечением безопасности движения, пекинским смогом и отсутствием ночного освещения за пределами пекинского 4-го кольца, всё это привело к тому, что эту дорогу часто называли «дорогой смерти».